# Buenópolis
Buenópolis är en kommun i Brasilien.   Den ligger i delstaten Minas Gerais, i den sydöstra delen av landet, 500 km sydost om huvudstaden Brasília. Antalet invånare är 10 291.
I omgivningarna runt Buenópolis växer huvudsakligen savannskog. Runt Buenópolis är det mycket glesbefolkat, med 2 invånare per kvadratkilometer.